# Белино (Одесская область)
Бе́лино (укр. Білине) — село, относится к Балтскому району Одесской области Украины. Расположено в 3 км от города Балта.
На территории села располагается железнодорожная станция Балта Одесской железной дороги. Расстояние от железнодорожного вокзала до центральной площади города Балта по автомобильной дороге составляет 7 км.
Население по переписи 2001 года составляло 2074 человека. Почтовый индекс — 66161. Телефонный код — (486699). Занимает площадь 1,69 км². Код КОАТУУ — 5120680801.

## Местный совет
66161, Одесская обл., Балтский р-н, с. Белино.